# Озёра Мадагаскара

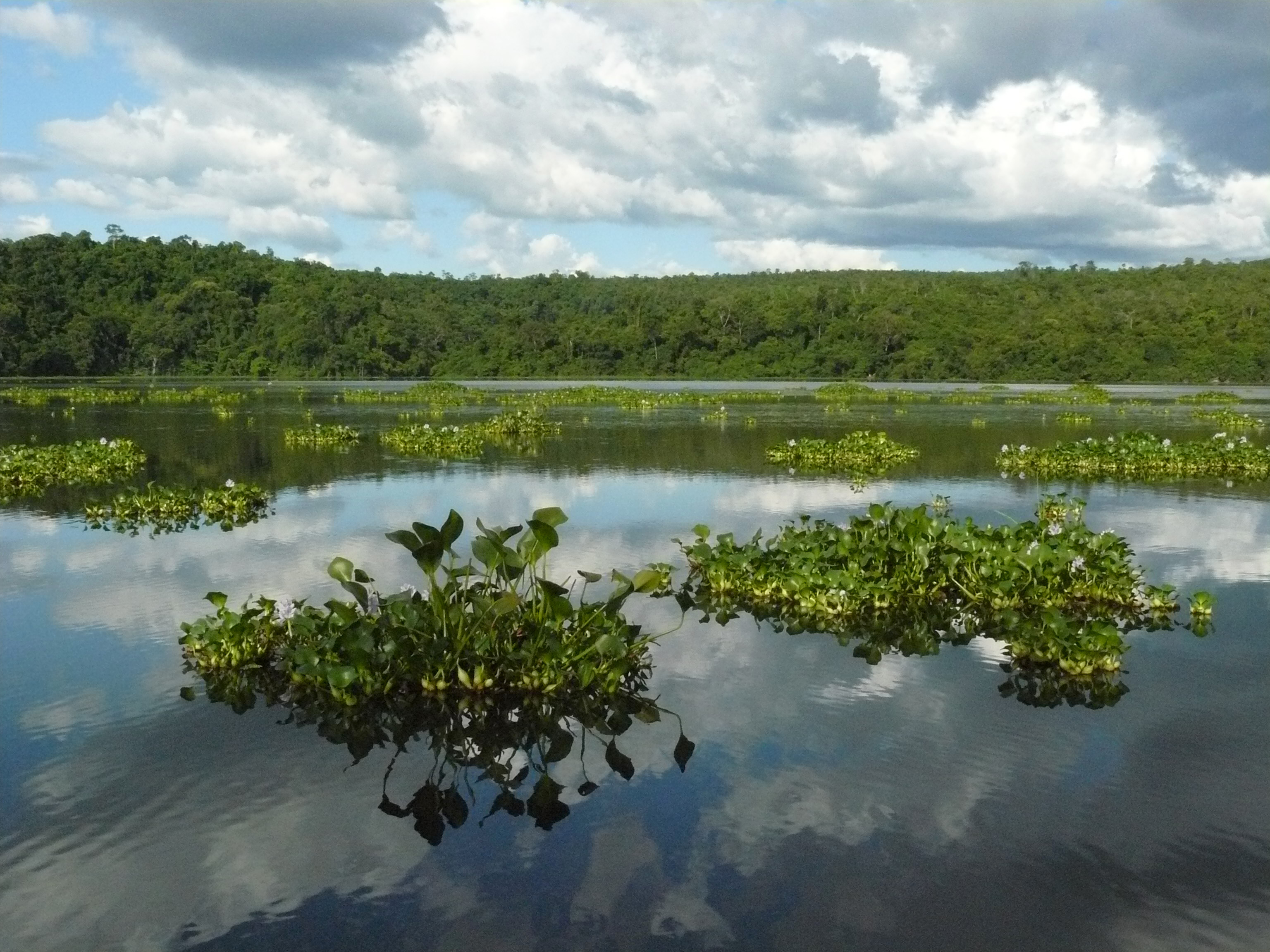
Небольшое озеро Равелобе (Ампидзуруабе) в национальном парке Анкарафанцика

На Мадагаскаре расположены сотни средних и малых озёр, а также несколько крупных. Часть из них имеют вулканическое или тектоническое происхождение, есть множество небольших горных и кратерных озёр.
По оценке 1990 года, таких водоёмов как озёра, лагуны и водохранилища с площадью поверхности более 0,2 км² (20 гектар) в сумме около 530.

## Список озёр Мадагаскара
Ниже указаны наиболее значительные озёра Мадагаскара по справочнику Продовольственной и сельскохозяйственной организации ООН 1990 года:
| Название                                              | Изображение | Площадь поверхности, км² | Принадлежность к бассейну                                         | Некоторые притоки                    | Местонахождение (провинция) | Координаты озера                | Прим.                |
| ----------------------------------------------------- | ----------- | ------------------------ | ----------------------------------------------------------------- | ------------------------------------ | --------------------------- | ------------------------------- | -------------------- |
| Алаутра (Алаотра), англ. Alaotra                      |             | 450                      | Манингури → Индийский океан                                       | Ануни, Сахабе, Сахамалуту            | Туамасина                   | 17°30′00″ ю. ш. 48°30′00″ в. д. | [ 5 ]                |
| Кинкуни, англ. Kinkony                                |             | 124-139                  | Махавави → Индийский океан                                        | Миалихена, Анкутика, Филианара       | Махадзанга                  | 16°09′00″ ю. ш. 45°50′00″ в. д. | [ 7 ]                |
| Ихутри (Ихотри), англ. Ihotry                         |             | 68-115                   | бессточное солёное озеро                                          | Бефандриана и связанные с ней потоки | Тулиара                     | 21°55′00″ ю. ш. 43°40′00″ в. д. | [ 9 ] [ 10 ]         |
| Итаси (Итази), англ. Itasy                            |             | 35                       | Лили → Сакай → Кицамби (Махадзилу) → Цирибихина → Индийский океан | Варана                               | Антананариву                | 19°04′00″ ю. ш. 46°47′00″ в. д. | [ 11 ] [ 12 ]        |
| Циманампецуца (Циманампецоца), англ. Tsimanampetsotsa |             | 16-29                    | бессточное щелочное озеро; возможно связано с океаном             |                                      | Тулиара                     | 24°06′34″ ю. ш. 43°45′04″ в. д. | [ 14 ]               |
| Куманаумби, англ. Komanaomby, Kimanaomby, Kameye      |             | 18                       | Цирибихина → Индийский океан                                      | Амбубука, Салапену                   | Тулиара                     | 19°44′00″ ю. ш. 44°44′00″ в. д. | [ 15 ] [ 16 ] [ 17 ] |
| Мандразу, англ. Mandrozo                              |             | 18                       |                                                                   |                                      | Махадзанга                  | 17°33′11″ ю. ш. 44°05′27″ в. д. | [ 19 ]               |
| Бемамба, англ. Bemamba                                |             | 16                       | Суаханина → Индийский океан                                       | Бебука, потоки Суаханины             | Махадзанга                  | 18°51′31″ ю. ш. 44°21′23″ в. д. | [ 20 ] [ 16 ]        |
| Хима, англ. Hima                                      |             | 15,5                     | Цирибихина → Индийский океан                                      |                                      | Тулиара                     | 19°39′46″ ю. ш. 44°47′44″ в. д. | [ 15 ]               |
| Ампарихибе, англ. Amparihibe, Amparihibe-South        |             | 12,5                     | Бецибука → Индийский океан                                        |                                      | Махадзанга                  | 16°40′14″ ю. ш. 46°56′50″ в. д. | [ 21 ]               |

## Альтернативная классификация: лагуны

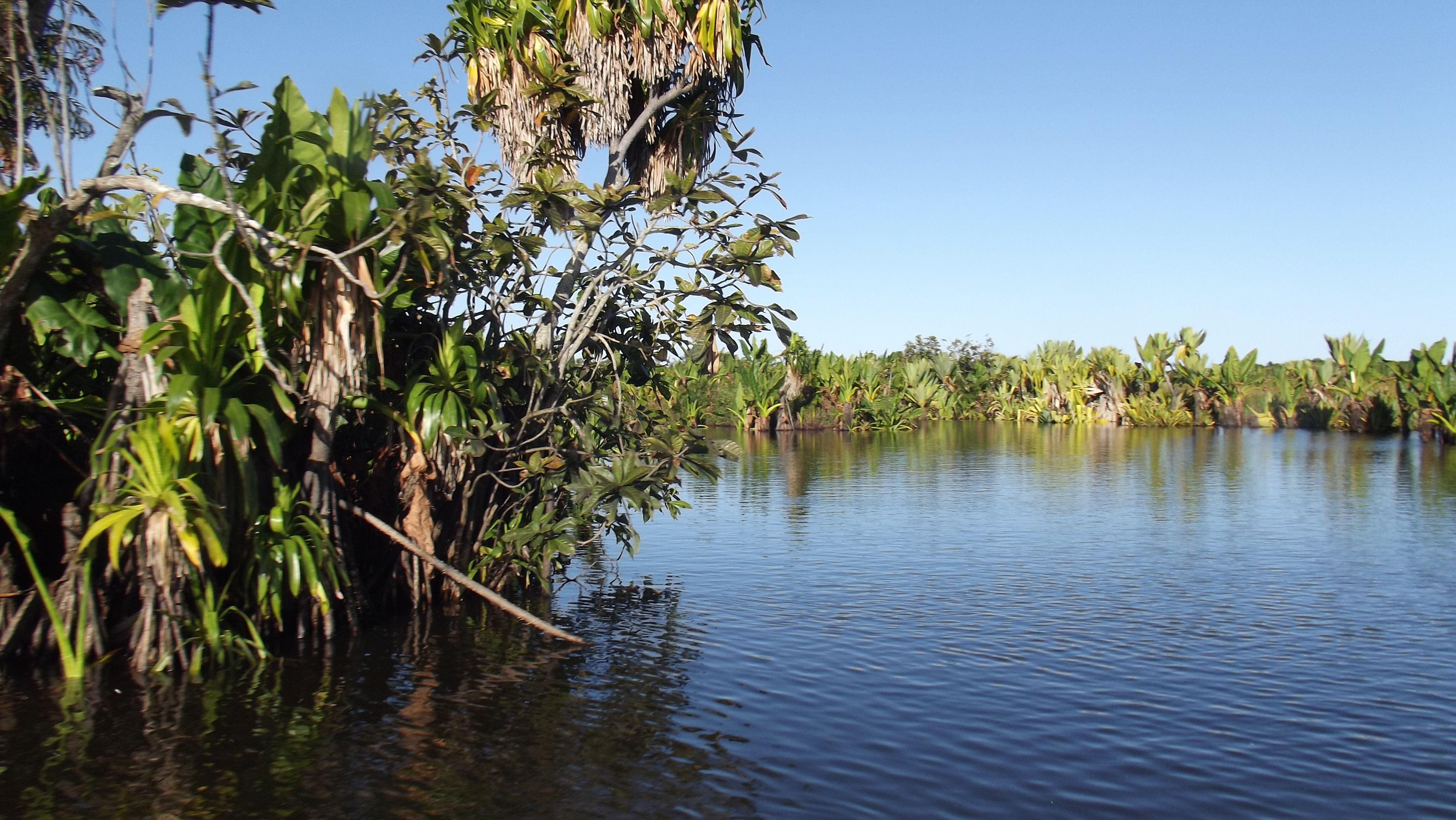
Озеро (лагуна) у побережья Индийского океана

Озёра острова иногда разбивают на три группы:
1. озёра в различных впадинах внутренних районов (в том числе Алаутра и Итаcи);
2. небольшие приречные озёра в долинах рек западного склона острова;
3. лагуны с солоноватой водой вдоль восточного побережья (приморские озера).

В качестве озёр можно рассматривать некоторые лагуны, наиболее значительными из которых являются (площади указаны по справочнику ФАО 1990 года):
| Название | Изображение                           | Площадь поверхности, км² | Некоторые притоки      | Местонахождение (провинция) | Координаты лагуны | Прим.                      |
| --- | ------------------------------------- | ------------------------ | ---------------------- | --------------------------- | --- | -------------------------- |
| лагуны Пангалана (Восточный комплекс) англ. Pangalanes, East Complex : Нусиве (англ. Nosive), Расуабе (англ. Rasoabe), Ампитабе (англ. Ampitabe), Ихуси (англ. Ihosy), Тампули (англ. Tampolo) и другие | Небольшая лагуна Андранубе с каналами | 180 36 - -               |                        | Туамасина, Фианаранцуа      | 18°26′16″ ю. ш. 49°17′33″ в. д. 18°45′25″ ю. ш. 49°10′16″ в. д. 18°36′40″ ю. ш. 49°13′24″ в. д. 19°45′21″ ю. ш. 48°47′36″ в. д. 21°55′43″ ю. ш. 48°04′46″ в. д. | [ 23 ] [ 5 ] [ 24 ] [ 24 ] |
| Ануни, англ. Anony |                                       | 22,6                     | Итаранта               | Тулиара                     | 25°08′13″ ю. ш. 46°29′13″ в. д. | [ 25 ]                     |
| Ампахана, англ. Ampahana |                                       | 21,8                     | Анкарангу, Ампанатуана | Анциранана                  | 14°45′40″ ю. ш. 50°11′52″ в. д. | [ 26 ]                     |
| Масианака, англ. Masianaka, Masihanaka |                                       | 13,3                     | Масианака (река)       | Фианаранцуа                 | 23°35′00″ ю. ш. 47°36′00″ в. д. | [ 27 ]                     |